# Barbaros Sayilir
Barbaros Sayilir (* 25. Oktober 1988) ist ein deutscher Sitzvolleyballer und Nationalspieler aus Düren.
Der Bürokaufmann spielt seit 2005 als Angreifer in der Volleyballmannschaft bei Bayer 04 Leverkusen. Mit diesem Verein konnte er viele Erfolge erzielen, nämlich
- Deutscher Meister: 2005, 2007, 2008, 2010, 2011, 2012
- Europameisterschaft (EM) Ungarn 2007/Polen 2009/Niederlande 2011:  jeweils Bronzemedaille
- Junioren-EM Leverkusen 2008: Bronzemedaille
- Junioren-WM 2007 in Brasilien/2009 im Iran: jeweils Bronzemedaille
- Weltpokal Ägypten 2010: Silbermedaille
- Europapokal 2011 in Elbląg (POL): Bronzemedaille
- Paralympics London 2012: Bronzemedaille
- Teilnahme an den Paralympics Rio de Janeiro 2016

Für den Gewinn der Bronzemedaille bei den Paralympischen Spielen 2012 erhielt er am 7. November 2012 von Bundespräsident Joachim Gauck das Silberne Lorbeerblatt.
Bei einem Verkehrsunfall im 2. Lebensjahr verlor Sayilir das linke Bein.